# الدوري الأوروبي لكرة السلة 2010-11
الدوري الأوروبي لكرة السلة 2010-11 هو الموسم 11 من  الدوري الأوروبي لكرة السلة. أشرف على تنظيمه الدوري الأوروبي لكرة السلة، وكان عدد الأندية المشاركة فيه  24، وفاز فيه نادي باناثينايكوس لكرة السلة.